# NGC 6407
NGC 6407 este o galaxie situată în constelația Păunul. A fost descoperită în 7 august 1834 de către John Herschel. Se află la o distanță de 66,05 de megaparseci de Pământ.